# Christin Lutze
Christin Lutze (* 1975 in Berlin) ist eine deutsche bildende Künstlerin. Sie betätigt sich vor allem im Bereich der Malerei und Grafik.

## Leben und Werk
Christin Lutze machte 1995 in Berlin ihr Abitur und war dann im Rahmen eines Auslandsaufenthaltes von 1995 bis 1996 in Frankreich. Von 1996 bis 2002 studierte sie Bildende Kunst an der Universität der Künste Berlin und war Meisterschülerin bei Marwan Kassab-Bachi. Während des Studiums hatte sie von 1998 bis 1999 ein Erasmus-Stipendium an der Accademia di Belle Arti di Venezia in Venedig sowie 2001 ein Nica-Stipendium an der Ecole supérieure des beaux-arts de Genève in Genf. Sie erhielt mehrere Kunstpreise.
Zu Lutzes künstlerischen Ausdrucksmitteln gehören unter anderem Ölgemälde, grafische Arbeiten wie Radierungen, Lithografien und Kupferstiche, sowie „Papierarbeiten“ in Mischtechnik (Aquarell, Gouache und Acryl auf Papier). Ein Themenschwerpunkt bilden „Stadtarchitekturen“, bei denen sie „nach einer Balance zwischen rationalen und emotionalen Elementen sucht“ und bei ihrer „Auseinandersetzung mit den Themen Raum und Landschaft auch die Frage nach dem Menschen stellt, der diese Räume und Landschaften bewohnt“. Sie bleiben in ihren gemalten Szenarien unsichtbar.
Zahlreiche Werke von Lutze befinden sich in öffentlichem und privatem Besitz im In- und Ausland, unter anderem in den Artotheken des Museums Schloss Charlottenburg in Berlin und der Stadt Vechta.
Christin Lutze ist Mitglied im Deutschen Künstlerbund. Sie lebt und arbeitet in Berlin, wo sie im Künstlerhaus Alte Lederfabrik in Berlin-Pankow ihr Atelier hat.

## Ausstellungen

### Einzelausstellungen (Auswahl)
- 2005: Eschweger Kunstwege II, Kunstpreis Eschwege, Eschwege
- 2006: Künstlerhaus am Lenbachplatz, München
- 2006: Gerhart-Hauptmann-Museum, Erkner
- 2006: Städtisches Museum und Galerie, Eisenhüttenstadt
- 2007: Kunstverein Kaponier, Vechta
- 2008: Künstlerbahnhof Ebernburg e. V., Bad Münster am Stein-Ebernburg
- 2009: Künstlerhaus, Schwalenberg
- 2010: Galerie Schwartzsche Villa, Berlin
- 2011: Galerie Weisser Elefant, Berlin
- 2011/12: Radiologie am Diakonissenkrankenhaus Leipzig
- 2013: Kunsthaus Klüber, Weinheim
- 2014: Kloster Chorin, Chorin
- 2016: Tempelhof Museum, Berlin (K)
- 2016: Galerie & Artconsul Maxs, Berlin
- 2016: Kirche auf dem Tempelhofer Feld, Berlin
- 2016: Galerie ARTHUS, Köln
- 2017: Galerie & Kunsthof Dahrenstedt
- 2018: »Reykjavik & Skagaströnd« in Sankt-Nikolaus-Kirche (Beuster)
- 2019: Martini Kirche, Atrium der St. Andreaskirche, St. Andreasberg (K)
- 2019: Deutscher Künstlerbund Berlin
- 2019: Kunsthalle Darmstadt (K)
- 2020: Städtisches Museum Eisenhüttenstadt[3] (K)
- 2020: Palais Rastede (K)
- 2020: Kunsthaus Klüber
- 2020: Kunstverein Erkrath (K) Bundesweit jurierter Kunstpreis
- 2020: SIM-Gallery, Reykjavik, IS

### Ausstellungsbeteiligungen (Auswahl)
- 2003: Cranach-Haus, Wittenberg
- 2004: Kunsthalle Villa Kobe, Halle/Saale
- 2005: Europäische Lithografietage, München
- 2007: Kunst & Museum, Hollfeld
- 2008: Kleine Orangerie am Schloss Charlottenburg, Berlin
- 2008: Museum Villa Irmgard, Usedom
- 2008: Zeche Zollverein, Essen
- 2008: Haus der Kunst, München
- 2009: Berliner Rathaus, Berlin

## Preise und Stipendien
- 2000: Malereistipendium der Dorothea-Konwiarz-Stiftung, Berlin
- 2002: NaFöG-Stipendium der Stadt Berlin
- 2003: Atelierstipendium der Stadt Altena, Nordrhein-Westfalen
- 2004: Stipendiatin des Villa Vigoni Kollegs in Loveno di Menaggio, Italien
- 2005: Preis für Lithographie, Arbeitsaufenthalt im Künstlerhaus am Lenbachplatz
- 2006: Käthe-Dorsch-Stipendium, Berlin, Preis für Kupferstich
- 2008: Förderung Junge Kunst, Künstlerbahnhof Ebernburg, Bad Münster am Stein-Ebernburg
- 2008/2009: Schwalenberg-Stipendium des Landesverbandes Lippe
- 2009: Dorothea-Konwiarz-Preis für Malerei
- 2011: 2. Preis Artist Window-Kunstpreis
- 2012: Nes Artist Residency - Auslandsstipendium, Skagaströnd, Island, IS
- 2014: Künstlerstipendium der Kaschade-Stiftung[4]
- 2016: Airleben Kunstpreis Leipzig
- 2017: Teilnahme am Indo-German Art Forum, Arts Acre Foundation, Kalkutta, Indien
- 2018: Artist Residency, The Association of Icelandic Visual Artists (SÍM), Reykjavik, Island
- 2020: Artist Residency - SIM – Association of Icelandic Visual Artists – Reykjavik, IS